# Diocesi di Rufiniana
La diocesi di Rufiniana (in latino Dioecesis Rufinianensis) è una sede soppressa e sede titolare della Chiesa cattolica.

## Storia
Rufiniana, nell'odierna Tunisia, è un'antica sede episcopale della provincia romana di Bizacena.
Sono due i vescovi documentati di questa diocesi. Alla conferenza di Cartagine del 411, che vide riuniti assieme i vescovi cattolici e donatisti dell'Africa romana, prese parte il cattolico Mariano; la sede in quell'occasione non aveva un vescovo donatista.
Il nome di Donato figura all'85º posto nella lista dei vescovi della Bizacena convocati a Cartagine dal re vandalo Unerico nel 484; Donato, come tutti gli altri vescovi cattolici africani, fu condannato all'esilio.
Dal 1933 Rufiniana è annoverata tra le sedi vescovili titolari della Chiesa cattolica; dal 21 novembre 2006 il vescovo titolare è Anton Leichtfried, vescovo ausiliare di Sankt Pölten.

## Cronotassi

### Vescovi residenti
- Mariano † (menzionato nel 411)
- Donato † (menzionato nel 484)

### Vescovi titolari
- Nikë Prela † (2 ottobre 1969 - 25 febbraio 1996 deceduto)
- Luiz Vicente Bernetti, O.A.D. † (12 giugno 1996 - 2 febbraio 2005 nominato vescovo di Apucarana)
- Anton Leichtfried, dal 21 novembre 2006